# Prijevor (Čačak)
Pour les articles homonymes, voir Prijevor.
Prijevor (en serbe cyrillique : Пријевор) est une localité de Serbie située sur le territoire de la Ville de Čačak, district de Moravica. Au recensement de 2011, elle comptait 1 540 habitants.
Prijevor est officiellement classé parmi les villages de Serbie.
Une bibliothèque nationale a été créée à Prijevor en 1934. Elle porte aujourd'hui le nom de Bibliothèque municipale Vladislav Petković Dis ; elle compte plus de 2 000 livres[réf. nécessaire].

## Démographie

### Évolution historique de la population
| 1948  | 1953  | 1961  | 1971  | 1981  | 1991  | 2002  | 2011  |
| ----- | ----- | ----- | ----- | ----- | ----- | ----- | ----- |
| 1 526 | 1 500 | 1 537 | 1 522 | 1 563 | 1 537 | 1 576 | 1 540 |

|  |